# Storhausen
Der Storhausen (norwegisch für Großer Felsen) ist ein Gebirgszug mit drei Felsvorsprüngen im ostantarktischen Königin-Maud-Land. Im Gebirge Sør Rondane ragt er zwischen den Nordhausane und dem Nordhaugen auf.
Wissenschaftler des Norwegischen Polarinstituts benannten ihn 1988.